# Invitación a Guillermo
La invitación a Guillermo fue una carta enviada por siete notables ingleses, posteriormente llamados los Siete Inmortales, a Guillermo de Orange-Nassau —que más tarde sería Guillermo III de Inglaterra—, recibida el 30 de junio de 1688 —del calendario juliano y 10 de julio del calendario gregoriano—. Había nacido en Inglaterra un heredero al trono varón y católico, Jacobo Francisco Eduardo Estuardo, por este motivo pedían a Guillermo que forzara al rey gobernante, su suegro, Jacobo II de Inglaterra, mediante intervención militar, a nombrar heredera a su hija mayor María, de religión protestante y esposa de Guillermo. Pretendían establecer que el recién nacido príncipe de Gales era un fraude.

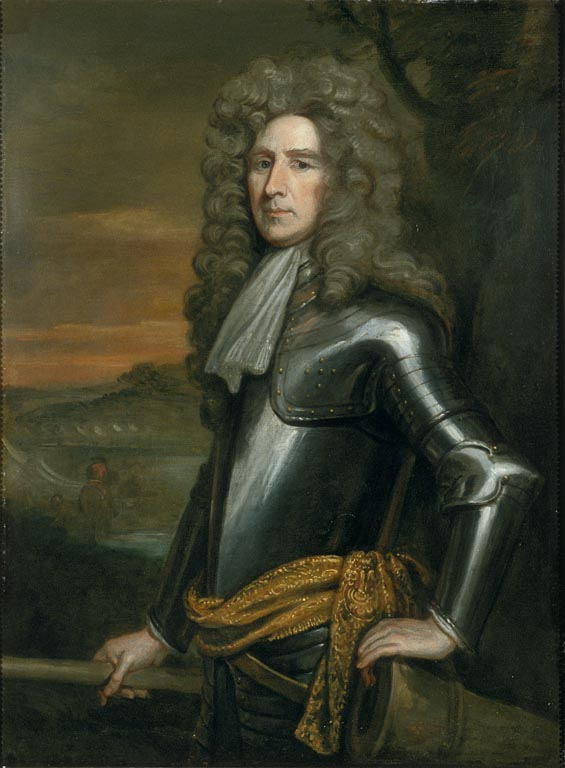
Henry Sydney, autor de la carta

## Descripción
En la carta se informó a Guillermo que si se presentaba en Inglaterra con un pequeño ejército, los firmantes y sus aliados se levantarían y lo apoyarían. Además relataban brevemente los motivos de las quejas contra el rey Jacobo, afirmaban que el pueblo inglés creía que el niño no era en realidad hijo del rey, sino que fue llevado secretamente a la habitación de la Reina, para substituir a su bebé nacido muerto; lamentaban que Guillermo hubiera enviado una felicitación a Jacobo con motivo del nacimiento de su hijo y ofrecían algunas consejos estratégicos sobre la supuesta llegada de las tropas. Fue llevada a La Haya por el almirante Arthur Herbert —más conocido como Lord Torrington— disfrazado como un marinero común. 
La invitación logró convencer a Guillermo para llevar a cabo los planes de invadir Inglaterra con un ejército neerlandés, lo que culminó en la Revolución Gloriosa en la que Jacobo fue depuesto y sustituido por Guillermo y María como gobernantes conjuntos.
Los firmantes eran:
- El conde de Danby
- El conde de Shrewsbury
- El conde de Devonshire
- El vizconde Lumley
- El obispo de Londres —Henry Compton—
- Edward Russell
- Henry Sydney —quien redactó la invitación—

De los siete, Danby y Compton se considera generalmente que eran tories, mientras que los otros cinco firmantes eran vistos generalmente como whigs.